# Jáziges

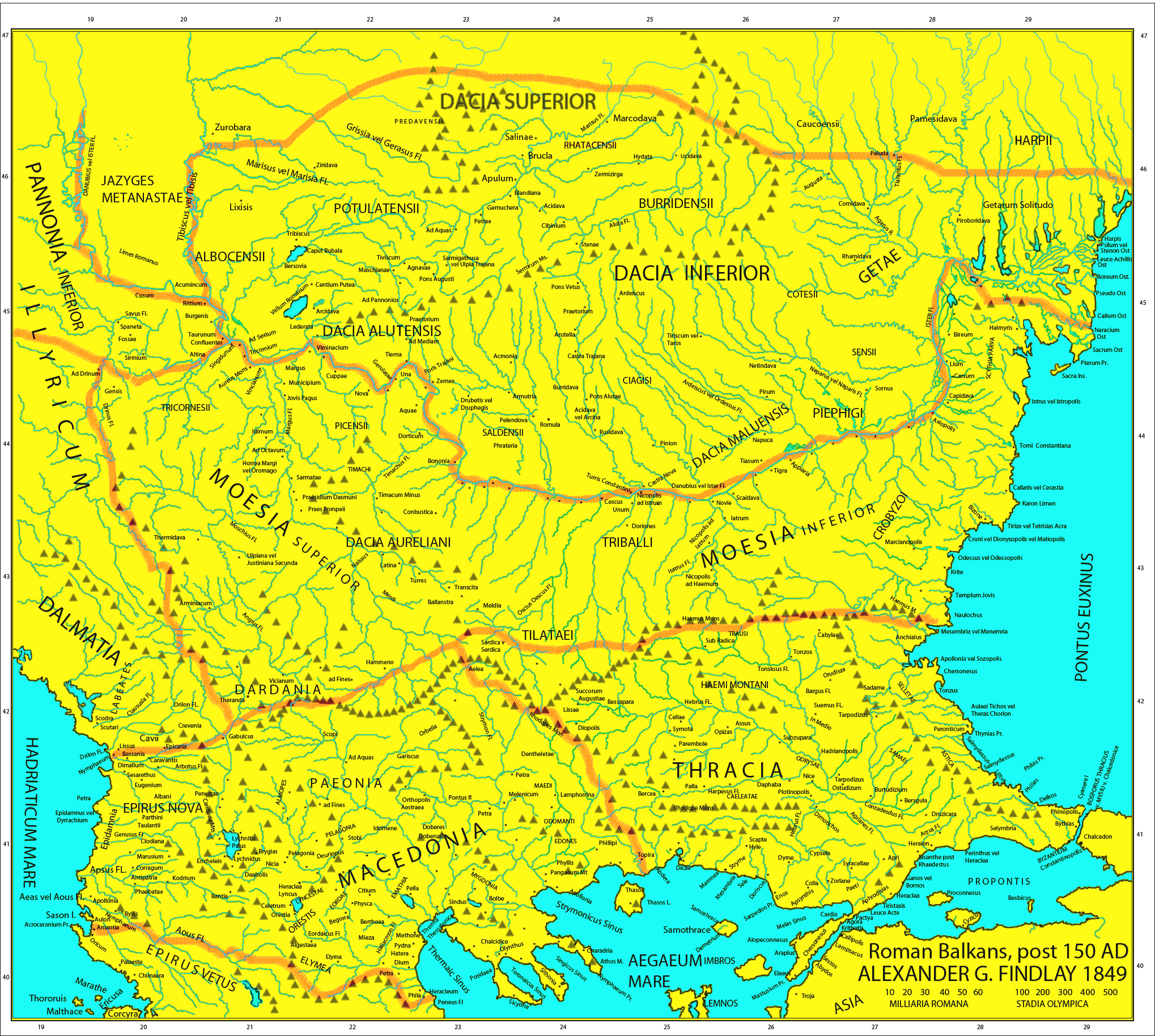
Mapa da fronteira do Danúbio mostrando os jáziges no canto superior esquerdo, na planície entre o Danúbio e o Tisza

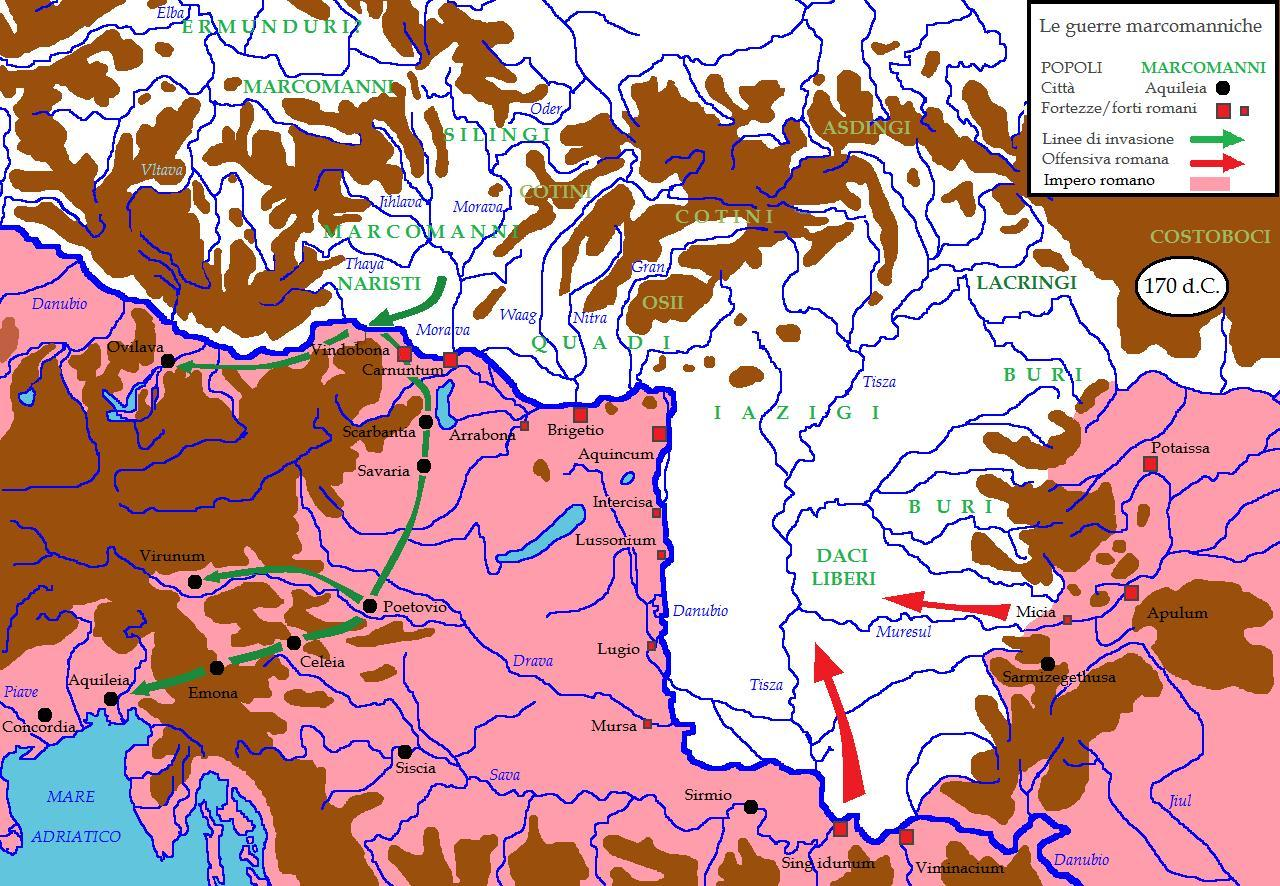
Invasão do império no final do século II ("Guerras Marcomânicas"), a última grande ação dos jáziges contra o Império Romano

Jáziges (em latim: Iazyges ou Jazyges) eram um antigo povo nômade sármata que emigrou da Ásia Central para as estepes da moderna Ucrânia por volta de 200 a.C. e, no século seguinte, avançou até o território da moderna Hungria e Sérvia, assentando-se na Dácia. Desta época em diante, estiveram permanentemente em guerra com os romanos até serem assimilados no século IV.

## História

### SéculoI a.C.
Os jáziges apareceram pela primeira vez nos registros na costa do mar de Azove, conhecido pelos gregos antigos como lago Meótis no relato de Ptolemeu, com o nome de jáziges metanastas (em latim: iazyges metanastae; jáziges nômades/migrantes). De lá, os jáziges continuaram avançando par ao oeste ao longo da costa do mar Negro até a região da moderna Moldávia e o sul da Ucrânia.
Seus guerreiros serviram como aliados do rei do Ponto Mitrídates VI Eupátor nas guerras contra a República Romana (88–84 a.C.). Entre 78 e 76 a.C., os romanos enviaram uma expedição punitiva além do Danúbio numa tentativa de amedrontar os jáziges.
O principal inimigo de Roma no baixo Danúbio nesta época eram os dácios. Em 7 a.C., quando o Reino da Dácia fundado por Burebista começou a ruir, os romanos se aproveitaram e encorajaram os jáziges a se assentarem na planície Panônia, entre os rios Danúbio e Tisza.

### Século I
Os jáziges se dividiam entre homens livres e servos, os chamados sármatas limigantes (em latim: sarmatae limigantes), que levavam uma vida diferente e eram provavelmente oriundos de um povo diferente escravizado pelos jáziges nômades. Eles se revoltaram em 34, mas foram sufocados com ajuda dos romanos. O Império Romano queria anexar a Dácia, mas os jáziges se recusaram a cooperar. Ainda nômades, eles moviam seus rebanhos pelo território que corresponde hoje ao norte da Romênia todos os verões até a costa do mar Negro, uma rota que seria impedida pela conquista romana da Dácia. O imperador Domiciano ficou tão preocupado com eles que interrompeu sua sua campanha contra os dácios para atacar os jáziges e os suevos, uma tribo germânica que também vivia às margens do Danúbio numa nova campanha.
No início de 92, os jáziges, aliados aos sármatas propriamente ditos e à tribo germânica dos quados, cruzaram o Danúbio e invadiram a província romana da Panônia (um território que corresponde à moderna Croácia, o norte da Sérvia e o oeste da Hungria). Em maio, os jáziges derrotaram a XXI Legião Rapace, que foi depois debandada em desgraça. Os combates perduraram até a morte de Domiciano em 96.
Entre 101 e 105, o imperador Trajano finalmente conquistou os dácios, criando a província da Dácia. Em 107, Trajano enviou um de seus generais, Adriano, para submeter os jáziges. Em 117, Trajano morreu e foi sucedido por Adriano, que rapidamente atuou para proteger e consolidar as conquistas de Trajano. Os romanos mantiveram a Dácia, mas os jáziges permaneceram independentes, aceitando apenas uma relação de clientela com Roma.
Enquanto Roma permaneceu como o principal poder militar, a situação se manteve, mas, no final do século II, o Império já demonstrava o desgaste de seu tamanho. No verão de 166, enquanto os romanos estavam ocupados em sua guerra contra os partas, os povos do norte do Danúbio, marcomanos, naristos, vândalos, hermúnduros, lombardos e quados, atravessaram novamente o rio para saquear as províncias vizinhas. Os jáziges se juntaram à horda e mataram Calpúrnio Próculo, o governador romano da Dácia. Para contê-los, a V Macedônica, uma veterana das guerras romano-partas, foi transferida da Mésia Inferior para a Dácia Superior, nas vizinhanças do inimigo. O imperador Marco Aurélio passou o resto da vida tentando restaurar a situação no local nas chamadas Guerras Marcomânicas. No outono de 169, ele partiu de Roma com seu genro e principal aliado, Cláudio Pompeiano. Os romanos juntaram suas forças e tentaram subjugar as tribos independentes (principalmente os jáziges), que viviam na época no Danúbio e na Dácia romana. Em 170, os jáziges derrotaram e mataram Marco Cláudio Frontão, governador da Mésia Inferior. Operando a partir de Sírmio (moderna Sremska Mitrovica, Sérvia), às margens do rio Sava, Marco Aurélio concentrou sua atenção nos jáziges que viviam na planície do Tisa em sua "expeditio sarmatica". Depois de duros combates, os jáziges foram levados ao limite de suas forças.
Todos os mais importantes jáziges da corte do rei Zântico (em latim: Zanticus) se apresentaram perante Marco Aurélio para aceitarem uma paz, uma grande mudança de postura para os jáziges, que já haviam prendido seu segundo rei, Banadaspo (em latim: Banadaspus) justamente por tentar negociar com Marco Aurélio. Na mesma época, um antigo aliado do imperador, Avídio Cássio, iniciou uma revolta no oriente que irritou profundamente Marco Aurélio e forçou-o à mesa de negociação com os jáziges, algo que ele não queria fazer. O tratado entregou aos romanos cerca de 100 000 cativos, um número que demonstra que os jáziges ainda podiam fazer. O tratado com quados e marcomanos foi similar, com a exceção de que os jáziges só poderiam viver numa distância do Danúbio que era o dobro da distância estabelecida para as demais tribos. De imediato, os jáziges providenciaram aos romanos 8 000 cavaleiros para servirem como auxiliares, sendo que 5 500 deles já foram embarcados para servir ao exército imperial romano na Britânia. A vitória de Marco Aurélio foi tão decisiva que os jáziges nunca mais apareceram como uma ameaça à Roma.

### Século III
Por volta de 230, os vândalos asdingos invadiram o norte do território dos jáziges. Eles e a nova coalização de tribos germânicas, que contava com alamanos e francos, eram agora os principais riscos à segurança romana. Mas, em data tão tardia quanto 371, os romanos entenderam ser adequado construir um posto comercial fortificado, Comércio, para controlar o comércio com os jáziges.

## Resultado e legado
Durante a Antiguidade Tardia, os registros históricos ficaram muito mais difusos e os jáziges geralmente deixam de ser mencionados enquanto tribo. No século IV, dois povos sármatas são mencionados, os argaragantes e os limagantes, que viviam em lados opostos do Tisza.